# Brusiny
Brusiny (Duits: Groß Brausen) is een plaats in het Poolse district  Iławski, woiwodschap Ermland-Mazurië. De plaats maakt deel uit van de gemeente Susz en telt 110 inwoners.